# Maria Antonietta Beluzzi
Maria Antonietta Beluzzi (Bolonia, 26 de julio de 1930-ib., 6 de agosto de 1997) fue una actriz italiana que participó en diez películas a lo largo de su trayectoria cinematográfica que abarcó desde 1963 hasta 1978.

## Biografía
Fue elegida por Federico Fellini para interpretar el papel de la estanquera en la película Amarcord, por el cual se hizo célebre. En esa mítica escena Beluzzi interpreta a una rolliza estanquera que desafía al joven Titta (Bruno Zanin) que ha ido a comprar tabaco, a ver si puede levantarla del suelo, ya que él se ofrece a ayudarla con unos pesados sacos y ella le dice que no puede con ellos. Entonces él le asegura que es capaz de levantarla del suelo, lográndolo. Como recompensa, desnuda frente a él sus grandes pechos, deseando que se los chupe. La famosa escena (encarnación de una fantasía felliniana por excelencia) termina de forma abrupta por parte de ella, puesto que Titta en vez de chupar, lo que hace es soplar.
Su oronda figura aparece, junto al resto del reparto principal, en el primer plano de uno de los carteles publicitarios de la película.
Sus otras participaciones cinematográficas son menos conocidas. Diez años antes de Amarcord, Fellini le había dado un pequeño papel sin acreditar en Fellini ocho y medio.
Posteriormente interpreta películas como Los signos del zodíaco (1975), de Sergio Corbucci y El inquilino del piso de arriba (1978), de Ferdinando Baldi.
Falleció el 6 de agosto de 1997 a la edad de 67 años, víctima de un infarto.

## Filmografía completa
- Fellini ocho y medio (1963)
- La vita provvisoria (1963)
- Amarcord (1973)
- El erotómano (1974)
- Los pecados de un ardiente varón (1974)
- Los signos del zodíaco (1975)
- El justiciero del mediodía (1975)
- Amor, somos tú y yo (1976)
- Por el amor de Cesarina (1976)
- El inquilino del piso de arriba (1978)